# Sunny Day Real Estate
Sunny Day Real Estate (SDRE) ist eine Emo-Band aus den USA, die bei Sub Pop unter Vertrag stand. Sie wurde 1992 in Seattle gegründet und gilt als eine der stilbildenden Bands des Emo.

## Bandgeschichte

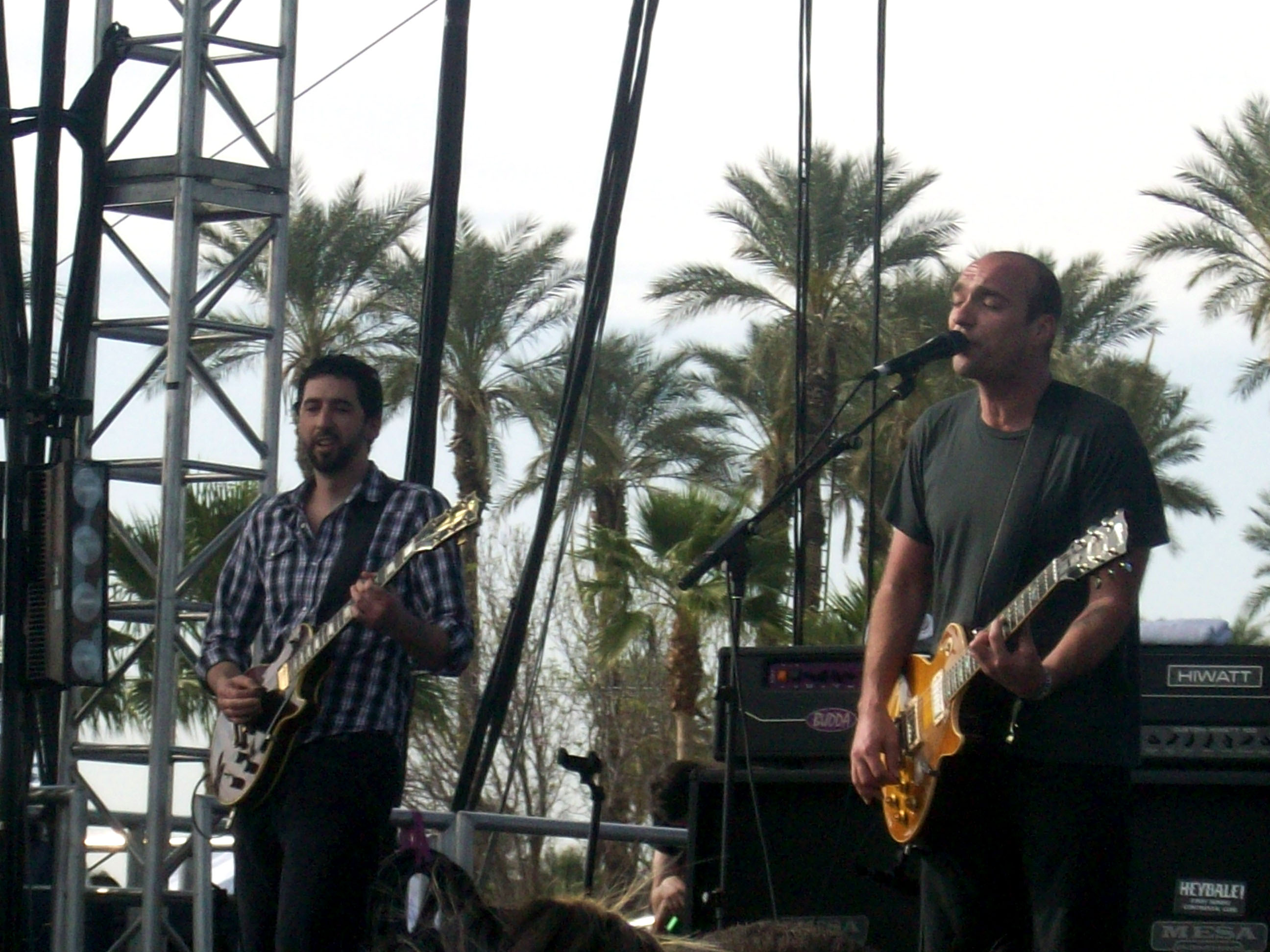
Sunny Day Real Estate im April 2010

Im Jahr 1992 trafen sich Bassist Nate Mendel und Gitarrist Dan Hoerner zum ersten Mal, als sie Zimmergenossen in der University of Washington wurden. Nach einigen Jamsessions entschieden sie sich, William Goldsmith als Schlagzeuger zu engagieren. Die neugegründete Band erhielt den Namen „Empty Set“ und nahm unter diesem Namen eine Demo auf. Nach der Fertigstellung der Demo benannte sich die Band in „Chewbacca Kaboom“" um, da bereits eine Band namens „Empty Set“ existierte. Nach der Aufnahme einer zweiten Demo benannte sich die Band ein weiteres Mal um, diesmal in „One Day I Stopped Breathing“. Später änderte die Band ihren Namen noch ein weiteres Mal, diesmal in „Sunny Day Real Estate“. Den Namen hatte Mendel dem Talking-Heads-Song „(Nothing But) Flowers“ entnommen.
Die Band suchte jedoch weiter nach einem Sänger. Nachdem unter anderem eine weibliche Sängerin in Betracht gezogen wurde, entschied sich Gitarrist Dan Hoerner zu singen. Mit der Besetzung Dan Hoerner (Gesang, Gitarre), Nate Mendel (Bass) und William Goldsmith (Schlagzeug) nahmen Sunny Day Real Estate ihre erste Single „Flatland Spider“ auf. Später lud Hoerner seinen Highschool-Freund Jeremy Enigk ein, in der Band zu spielen. Dieser nahm das Angebot an und wurde bald neuer Leadsänger und Frontmann von Sunny Day Real Estate.
1994 wurde das erste Album der Band, „Diary“, bei Sub Pop veröffentlicht. Die Kritikerreaktionen waren hauptsächlich positiv, heute gilt es als eines der wichtigsten Alben des Emo. Nach mehreren Touren, bei denen Sunny Day Real Estate ein rätselhaftes Image aufbauten (z. B. durch das Ablehnen von Interviews oder durch die Weigerung, in Kalifornien aufzutreten), begann die Band, ihr zweites Studioalbum aufzunehmen. 1995, kurz vor der Fertigstellung des Albums, trennten sich SDRE jedoch wegen inneren Konflikten. Das Material aus den Aufnahmesessions wurde später von Sub Pop als „LP2“ veröffentlicht und gilt heute als das zweite Album Sunny Day Real Estates.
Nach zwei Jahren Stille (in denen Sänger Jeremy Enigk sein Soloalbum „Return of the Frog Queen“ veröffentlichte) kam es zu einer Wiedervereinigung mit dem Album „How It Feels to Be Something On“, welches eine bedeutende Veränderung in der Musik mit sich brachte - SDRE klangen nun weicher und erwachsener. Nate Mendel, jetziger Bassist der Foo Fighters, stieg nach der Trennung 1995 nicht wieder in die Band ein, er wurde durch Jeff Palmer ersetzt. Nach Palmers frühem Austritt aus der Band wurde die Rolle des Bassisten von Joe Skyward übernommen.
Nach der Konzertaufnahme „Live“ trennte sich die Band von Sub Pop, da sie sich von dem Label eingeschränkt gefühlt hatten. Nach langer Suche nach einem neuen Label stießen Sunny Day Real Estate schließlich auf das Indie-Label Time Bomb Recordings, auf dem 2000 das vierte und letzte Album der Band, „The Rising Tide“, veröffentlicht wurde. Zu dieser Zeit hatten sich SDRE gerade vom Bassisten Joe Skyward getrennt, worauf Jeremy Enigk seinen Part übernahm. Nach dem Erscheinen des Albums unternahmen SDRE ihre erste Europa-Tour, die jedoch abrupt abgebrochen werden musste, als Time Bomb Recordings nach dem das von dem Label geförderte Album „Could You Please and Thank You“ von Peter Searcy floppte und das Time Bomb Sunny Day Real Estate nicht mehr finanziell unterstützen konnte. Desillusioniert und enttäuscht kehrte die Band in die USA zurück. Nicht wenig später lösten sich Sunny Day Real Estate auf.
Nach der Auflösung der Band arbeitete Jeremy Enigk an weiteren Soloalben, Dan Hoerner arbeitete gemeinsam mit Chris Carrabba an Songs für Dashboard Confessional. The Fire Theft mit ihrem gleichnamigen, 2003 veröffentlichten Album gelten als Nachfolgeband Sunny Day Real Estates, allerdings ist Gitarrist Dan Hoerner, der bei SDRE einen großen Teil zum Songwriting beigetragen hat, kein Mitglied der Band. Nate Mendel blieb trotz seiner Bassistentätigkeit für die Foo Fighters ein Mitglied von The Fire Theft.
Nach langer Spekulation über eine Rückkehr der Band wurde im Juni 2009 bekannt, dass das Sub-Pop-Label die beiden ersten Alben der Band im September des Jahres wiederveröffentlichen wird. Die Veröffentlichungen werden von einer Tournee begleitet, für die sich die Band in ihrer Ursprungsbesetzung wieder vereinte. Im Rahmen der Tournee wurden außerdem neue Songs geschrieben, die kurz nach dem Ende der Auftritte im 606 Studio der Foo Fighters aufgenommen wurden. Die Songs waren ursprünglich als 5. Studioalbum der Band geplant, das allerdings nie fertig gestellt wurde. Laut William Goldsmith sind sämtliche Instrumentaltracks für das Album fertig, allerdings hätte Jeremy Enigk nur Gesang für einen der Songs ("Lipton Witch") aufgenommen. Lipton Witch wurde zum Record Store Day 2014 auf einer Split mit Circa Survive veröffentlicht.
Im September 2022 startete die Band ohne Nate Mendel eine Tournee durch die USA, äußerte sich allerdings nicht zu Plänen, neue Musik veröffentlichen zu wollen.

## Diskografie
Studioalben
- 1994: Diary
- 1995: LP2 (auch Sunny Day Real Estate)
- 1998: How It Feels to Be Something On
- 2000: The Rising Tide

Livealben
- 1999: Live

EPs
- 1994: In Circles

Singles
- 1993: Flatland Spider
- 1993: Thief Steal Me A Peach
- 1994: Seven
- 1994: Friday
- 1998: How It Feels To Be Something On/Bucket Of Chicken
- 1998: Pillars
- 2000: One

Splits
- 1994: Shudder To Think / Sunny Day Real Estate ("In Circles")
- 2014: Circa Survive / Sunny Day Real Estate ("Lipton Witch")

Demos
- 1992: Empty Set Demo Tape
- 1992: Chewbacca Kaboom Demo Tape
- 1993: Diary Demos
- 1995: LP2 Demos

## Galerie

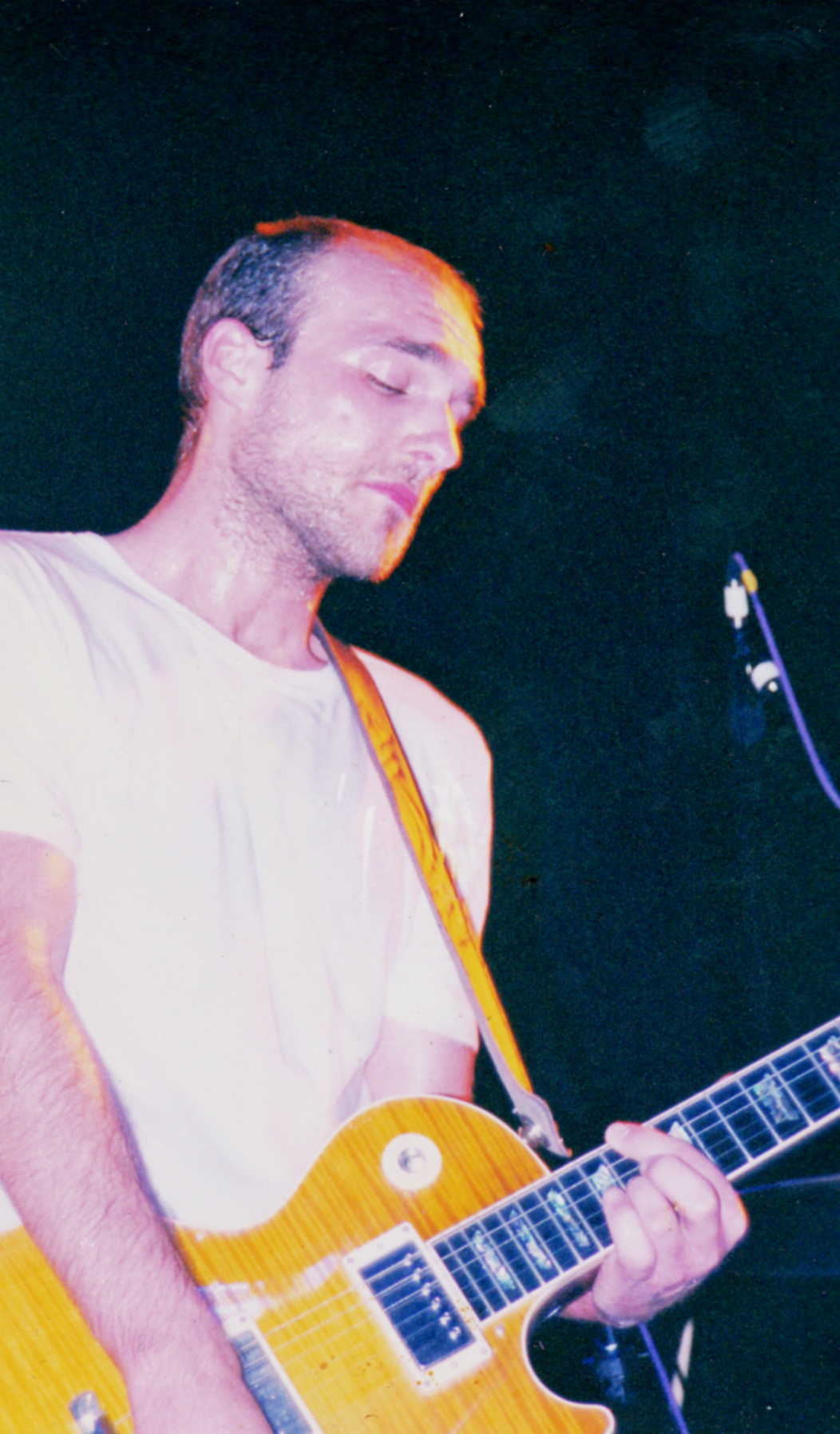
Jeremy Enigk
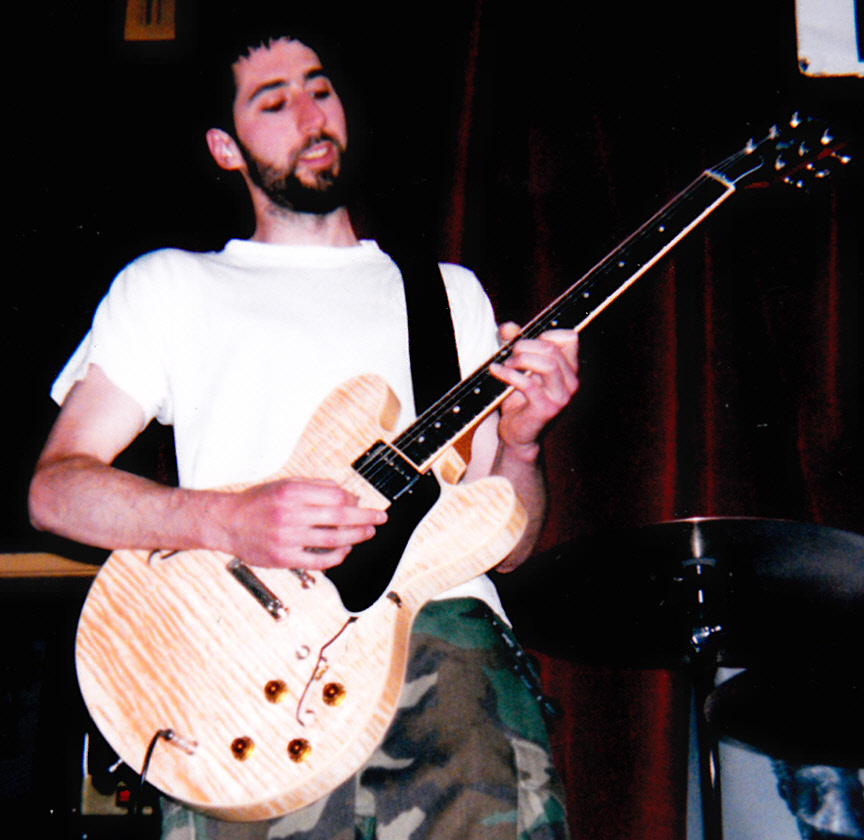
Dan Hoerner
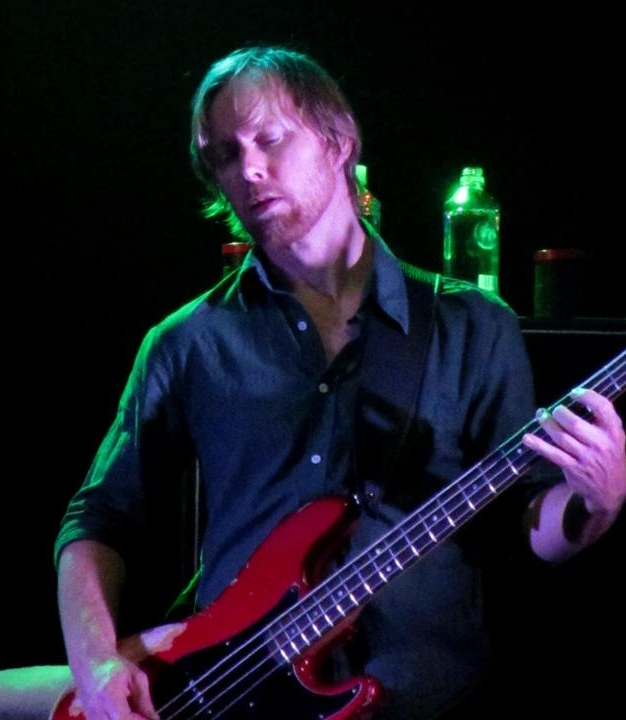
Nate Mendel
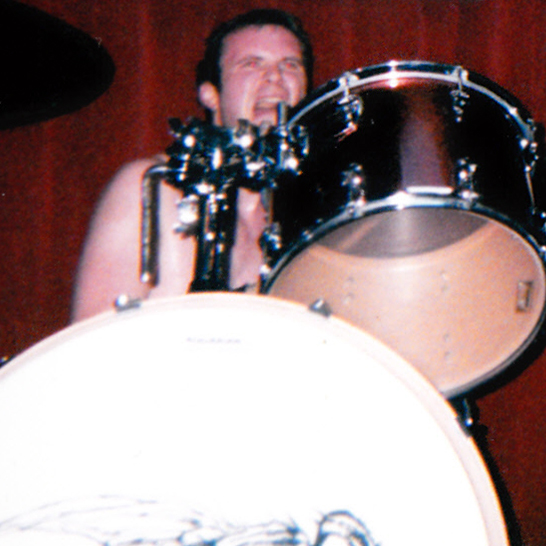
William Goldsmith